# Roy Krishna
Roy Krishna (Labasa, 20 de agosto de 1987) es un futbolista fiyiano que juega como delantero en el Odisha F. C. de la Superliga de India. Es internacional con la Selección de Fiyi de la cual es capitán, máximo goleador histórico y jugador con más presencias dentro de la misma 

Comenzó su carrera en 2007 jugando para el Labasa, el club más importante de su ciudad natal. Ese año Krishna y sus compañeros conquistarían la liga nacional, siendo este el tercer campeonato en la historia del Labasa, que no se coronaba campeón desde 1993. En 2008 arribó al Waitakere United neozelandés, elenco con el que acumuló siete títulos, cinco temporadas del Campeonato de Fútbol de Nueva Zelanda, una edición de la Liga de Campeones de la OFC y una Charity Cup; para luego, en 2013, pasar a su clásico rival, el Auckland City. Jugó apenas un puñado de partidos y conquistó la Charity Cup 2013 cuando en enero de 2014 el Wellington Phoenix, único equipo profesional de Nueva Zelanda, que juega en la liga australiana; lo contrató hasta el final de la temporada, aunque más adelante lo sumaría definitivamente al primer equipo. Después de un prolifera carrera en Australia sería contratado por el ATK de la Indian Super League en donde destacaría en distintos equipos del país. 
En la selección nacional hizo su debut en 2007 luego de una gran actuación en el Campeonato Sub-20 de la OFC de ese año. Acumula 51 partidos encuentros internacionales, en los que marcó 36 goles, convirtiéndolo en el máximo goleador y el mayor participante de la selección oceánica.
Es considerado como el mejor jugador de la historia de Fiyi, al mismo tiempo que varios expertos lo marcan dentro de lo mejor que ha desarrollado el continente oceánico, destacándose por encima del dominio de jugadores australianos y después, neozelandeses.

## Carrera

### Labasa FC
Krishna empezó a jugar al fútbol en el Labasa FC, un club relativamente cercano a su ciudad de nacimiento. En su primera temporada con el club, colaboró para la clasificación a la fase campeonato, llamada Super Six. A pesar de la discreta actuación del Labasa en la fase regular, el elenco de la ciudad homónima ganó ocho de los diez partidos que jugó en el Super Six, conquistando así la liga fiyiana por tercera vez en su historia.

### Waitakere United
Al final la temporada 2007 de Fiyi, el Waitakere United se mostró interesado en la contratación de los servicios del delantero. Roy Krishna arribó en la mitad de la edición 2007-08 del NZFC, que finalmente terminaría teniendo como campeón al Waitakere, apareciendo un total de 4 partidos. A mediados de 2008 pasó tres meses entrenando con el Wellington Phoenix.
El éxito del fiyiano en la franquicia neozelandesa llegaría en la temporada 2008-09. Entre la liga local, la O-League y el Mundial de Clubes cosechó 18 apariciones, en las que marcó 14 tantos. Fue elegido además como el mejor jugador del NZFC, aunque el Waitakere no pudo obtener el título tras perder en la final ante el Auckland City por 2-1. Debido a esto, en marzo de 2009 arribó una oferta del PSV Eindhoven, aunque el fiyiano prefirió no partir a Europa, pero aun así no llegó a firmar con el Wellington Phoenix o el North Queensland Fury, los dos clubes de la A-League interesados en contratarlo, por lo que permaneció en el Waitakere United.
La gloria en el torneo neozelandés volvería para el club de Krishna, que lo conquistó cuatro veces seguidas, en 2009-10, 2010-11, 2011-12 y 2012-13, aunque a nivel internacional los únicos logros fueron las final alcanzada en la Liga de Campeones de la OFC 2009-10, en la que se proclamó campeón el Hekari United papú y 2013, donde el Auckland City se erigió ganador. En todos esos años Krishna se volvió una pieza clave en la ofensiva del Waitakere, llegando a jugar casi la totalidad de los partidos y convirtiendo una alta cantidad de goles.

### Auckland City
Con la partida de Manel Expósito al K.A.S. Eupen de Bélgica y de Gustavo Souto al CD Ourense español, el Auckland City se vio en la necesidad de encontrar un delantero para la temporada 2013-14, por lo que Roy Krishna fue el apuntado, que finalmente terminaría firmando a principios de septiembre con los Navy Blues, el clásico rival del Waitakere United. A principio de temporada el club ganó la Charity Cup, mientras que en la Copa Mundial de Clubes de la FIFA 2013 el fiyiano llegó a convertirle al Raja Casablanca marroquí en la fase preliminar, aunque el Auckland quedaría eliminado. 

### Wellington Phoenix
A mediados de 2013, el Wellington Phoenix y el Auckland City habían jugado un amistoso. Según Ernie Merrick, el recién contratado entrenador de los Nix, dijo que dos jugadores de los Navy Blues le habían llamado la atención: el español Albert Riera, que luego firmaría un contrato con el único club profesional neozelandés y el mismo Roy Krishna. Luego de que el Phoenix llegara a principios de 2014 con un problema ofensivo que le había privado de ganar en las primeras 10 fechas, aunque había ganado tres encuentros seguidos a partir de la jornada 11, The Ashes decidieron contratar a Krishna hasta el término de la temporada 2013-14.
Consiguió su primer gol con el Phoenix en el empate 2-2 frente al Melbourne Heart por la fecha 23, siendo condecorado también como el jugador de la semana por la FFA. Unos días más tarde firmó una extensión de su contrato por dos años más, quedando su contrato vigente hasta 2016. Desde entonces, se convirtió en una pieza clave del ataque de los Nix.
Aunque no ganaría la liga en sus años en Wellington, sería una pieza importante en el equipo neozelandés y obtendría la Medalla Johnny Warren en su última temporada con el club, además de ganar la bota de oro en la A-League.

### ATK
El 18 de junio de 2019 se anunciaría su traspaso por un contrato de un año al ATK de la Indian Super League, en la cual llegaría en calidad de libre tras terminar su contrato con el equipo neozelandés.  Tras una lesión minoritaria terminaría la temporada como bota de oro con 15 goles en 21 partidos, además de ganar en su temporada de debut, la liga tras ganarle 3-1 en la final a Chennaiyin, en la que participó con una asistencia. Sería nombrado además como el mejor extranjero de la liga.

### Mohun Bagan SC
El ATK compraría los derechos deportivos del histórico equipo Mohun Bagan y fusionarían ambos clubes pasando a llamarse ATK Mohun Bagan, y en 2022 pasarían a su nombre actual: Mohun Bagan Super Giant.En la temporada 2020-21 repetiría su éxito individual pero sin ningún título, pues a pesar de ser nombrado como el mejor jugador del torneo, máximo asistente y máximo goleador; terminaría en segundo lugar de la tabla general y además como subcampeón en los play-off.
En su segunda temporada no terminaría de rendir como en sus pasadas temporadas gracias a que enfermo de Covid-19, lo que repercutiría en el resto del año en donde solo anotaría 8 goles en toda la temporada entre liga y la Copa AFC. Tras finalizar la temporada Krishna no renovaría y saldría del club.

### Bengaluru FC
En julio de 2022 llegaría a Bengaluru en donde haría dupla con el histórico jugador indio, Sunil Chhetri en donde tendrían mayor éxito en las competiciones coperas, tras llegar a la final de la Copa Durand y de la Super Copa India, aunque solo ganaron la Copa Durand por marcador de 2-1 contra Mumbai City y perder en la Super Copa contra Odisha FC por marcador de 2-1.

### Odisha FC
Tras mutuo acuerdo entre Bengaluru y Krishna, quedaría como jugador libre y terminaría firmando con Odisha, club con el que perdería el doblete copero. Llegaría hasta las semifinales en donde empataría con Dimitrios Diamantakos como el máximo goleador de la liga.

### Trayectoria en clubes
| Club                     | País          | Año           |
| ------------------------ | ------------- | ------------- |
| Labasa F. C.             | Fiyi          | 2007          |
| Waitakere United         | Nueva Zelanda | 2008-2013     |
| Auckland City F. C.      | Nueva Zelanda | 2013          |
| Wellington Phoenix F. C. | Nueva Zelanda | 2014-2019     |
| ATK                      | India         | 2019-2020     |
| Mohun Bagan Super Giant  | India         | 2020-2022     |
| Bengaluru F. C.          | India         | 2022-2023     |
| Odisha F. C.             | India         | 2023-presente |

### Selección nacional
Tuvo su primera aparición en la selección fiyiana jugando en el Campeonato Sub-20 de la OFC 2007, en el cual Fiyi alcanzaría el segundo puesto, a cuatro puntos del campeón y clasificado a la Copa Mundial de Canadá 2007, Nueva Zelanda. Krishna marcó 8 goles, siendo así condecorado como el máximo goleador, además de ser elegido como balón de bronce del torneo, por detrás de los neozelandeses Chris James y Dan Keat.
Su primera presentación con el seleccionado mayor se dio el 25 de agosto de 2007 en un partido válido por los Juegos del Pacífico Sur 2007 en el que Fiyi venció por un contundente 16-0 a Tuvalu. En este encuentro Roy logró su primera tripleta con la selección. En dicho torneo el representativo fiyiano lograría la medalla de plata al caer en la final ante Nueva Caledonia, con la que pudo clasificarse a la Copa de las Naciones de la OFC 2008.
En el máximo torneo continental, Krishna solo pudo marcar en el último partido. Fue por partida doble ante Nueva Zelanda, que ya se había asegurado el primer puesto y la clasificación al repechaje ante un seleccionado asiático, que finalmente sería Baréin.
Luego de tres años de inactividad por parte de la selección de Fiyi, Roy volvió a marcar internacionalmente en un amistoso ante Samoa con motivo de preparación para los Juegos del Pacífico 2011, y un día más tarde, lograría su segunda tripleta ante el mismo país. Ya en el torneo, disputado en Nueva Caledonia, el delantero logró otra tripleta, esta vez ante Kiribati en la victoria fiyiana por 9-0. Finalmente, Fiyi fue cuarto en el torneo, dejando pasar la chance de lograr la obtención de una medalla.
En 2012 fue parte de la escuadra que afrontó la Copa de las Naciones de la OFC disputada en las Islas Salomón. El elenco de Fiyi fue eliminado en la fase de grupos tras igualar con las Islas Salomón y Papúa Nueva Guinea y caer ante los All Whites.
Volvió a aparecer en el certamen continental en 2016. A pesar de marcar en los tres partidos que su selección disputó, ante Nueva Zelanda, las Islas Salomón y Vanuatu, no pudo evitar que Fiyi volviera a quedar eliminado en primera ronda. Ese mismo año fue uno de los tres jugadores sobre el límite de edad de la selección fiyiana sub-23 que participó en los Juegos Olímpicos de Río de Janeiro 2016, donde le marcó un gol a México en una derrota por 5-1.

## Estadísticas
Actualizado al 10 de noviembre de 2024. No incluye las estadísticas durante su paso por el Labasa FC.
| Waitakere United Nueva Zelanda |               |               |     |     |    |    |   |    |    |    |     |     |     |      |      |
| 1.ª | 2007-08       | 4             | 0   | 1   | —  | —  | — | —  | —  | —  | 4   | 0   | 1   | 0,00 |      |
| 1.ª | 2008-09       | 14            | 11  | 3   | —  | —  | — | 4  | 3  | 0  | 18  | 14  | 3   | 0,77 |      |
| 1.ª | 2009-10       | 16            | 8   | 2   | —  | —  | — | 6  | 1  | 0  | 22  | 9   | 2   | 0,40 |      |
| 1.ª | 2010-11       | 11            | 6   | 8   | —  | —  | — | 4  | 2  | 1  | 15  | 8   | 9   | 0,53 |      |
| 1.ª | 2011-12       | 16            | 11  | 8   | —  | —  | — | 6  | 5  | 4  | 22  | 16  | 12  | 0,72 |      |
| 1.ª | 2012-13       | 14            | 19  | 8   | —  | —  | — | 8  | 6  | 2  | 22  | 25  | 10  | 1,13 |      |
| Total club | Total club    | 75            | 55  | 30  | —  | —  | — | 28 | 17 | 7  | 103 | 72  | 37  | 0,69 |      |
| Auckland City Nueva Zelanda |               |               |     |     |    |    |   |    |    |    |     |     |     |      |      |
| 1.ª | 2013-14       | 4             | 1   | 2   | 1  | 1  | 1 | 1  | 1  | 0  | 6   | 3   | 3   | 0,50 |      |
| Total club | Total club    | 4             | 1   | 2   | 1  | 1  | 1 | 1  | 1  | 0  | 6   | 3   | 3   | 0,50 |      |
| Wellington Phoenix Nueva Zelanda(5) |               |               |     |     |    |    |   |    |    |    |     |     |     |      |      |
| 1.ª | 2013-14       | 9             | 1   | 0   | 1  | 0  | 0 | —  | —  | —  | 10  | 1   | 0   | 0,10 |      |
| 1.ª | 2014-15       | 24            | 9   | 4   | 1  | 1  | 0 | —  | —  | —  | 25  | 10  | 4   | 0,40 |      |
| 1.ª | 2015-16       | 16            | 6   | 3   | 2  | 1  | 0 | —  | —  | —  | 18  | 7   | 3   | 0,38 |      |
| 1.ª | 2016-17       | 25            | 12  | 8   | 1  | 0  | 0 | —  | —  | —  | 26  | 12  | 8   | 0,46 |      |
| 1.ª | 2017-18       | 21            | 4   | 5   | 1  | 0  | 0 | —  | —  | —  | 22  | 4   | 5   | 0,18 |      |
| 1.ª | 2018-19       | 27            | 19  | 5   | 1  | 0  | 0 | —  | —  | —  | 28  | 19  | 5   | 0,67 |      |
| Total club | Total club    | 122           | 51  | 25  | 7  | 2  | 0 | —  | —  | —  | 129 | 53  | 25  | 0,41 |      |
| ATK India |               |               |     |     |    |    |   |    |    |    |     |     |     |      |      |
| 1.ª | 2019-20       | 21            | 15  | 6   | —  | —  | — | —  | —  | —  | 21  | 15  | 6   | 0,71 |      |
| Total club | Total club    | 21            | 15  | 6   | —  | —  | — | —  | —  | —  | 21  | 15  | 6   | 0,71 |      |
| Mohun Bagan India | 1.ª           | 2020-21       | 23  | 14  | 3  | —  | — | —  | 4  | 2  | 0   | 27  | 16  | 3    | 0,59 |
| Mohun Bagan India | 1.ª           | 2021-22       | 16  | 7   | 4  | —  | — | —  | 3  | 1  | 1   | 19  | 8   | 5    | 0,42 |
| Mohun Bagan India | Total club    | Total club    | 39  | 21  | 7  | —  | — | —  | 7  | 3  | 1   | 46  | 24  | 8    | 0,52 |
| Bengaluru FC India | 1.ª           | 2022-23       | 22  | 6   | 5  | 11 | 4 | 1  | —  | —  | —   | 33  | 10  | 6    | 0,30 |
| Bengaluru FC India | Total club    | Total club    | 22  | 6   | 5  | 11 | 4 | 1  | —  | —  | —   | 33  | 10  | 6    | 0,30 |
| Odisha FC India | 1.ª           | 2023-24       | 25  | 13  | 3  | 5  | 0 | 1  | 8  | 2  | 2   | 38  | 15  | 6    | 0,39 |
| Odisha FC India | 1.ª           | 2024-25       | 8   | 3   | 0  | —  | — | —  | —  | —  | —   | 8   | 3   | 0    | 0.37 |
| Odisha FC India | Total club    | Total club    | 33  | 16  | 3  | 5  | 0 | 1  | 8  | 2  | 2   | 46  | 18  | 6    | 0,39 |
| Total carrera | Total carrera | Total carrera | 316 | 165 | 78 | 24 | 7 | 3  | 44 | 23 | 10  | 384 | 195 | 91   | 0,50 |
| (1) Incluye playoffs. (2) Incluye datos de la Charity Cup (2011-2013) y de la FFA Cup (2014-Act.) (3) Incluye datos de la Liga de Campeones de la OFC (2007-2013) y Mundial de Clubes (2008 y 2013) (4) No incluye goles en partidos amistosos. (5) El Wellington Phoenix, a pesar de ser un club neozelandés, juega en la A-League australiana. |               |               |     |     |    |    |   |    |    |    |     |     |     |      |      |

### Selección nacional
| Equipo Nacional | Año   | Partidos | Goles |
| --------------- | ----- | -------- | ----- |
| Fiyi            | 2007  | 8        | 4     |
| Fiyi            | 2008  | 3        | 2     |
| Fiyi            | 2009  | 0        | 0     |
| Fiyi            | 2010  | 0        | 0     |
| Fiyi            | 2011  | 8        | 8     |
| Fiyi            | 2012  | 3        | 0     |
| Fiyi            | 2013  | 0        | 0     |
| Fiyi            | 2014  | 0        | 0     |
| Fiyi            | 2015  | 1        | 1     |
| Fiyi            | 2016  | 4        | 4     |
| Fiyi            | 2017  | 5        | 1     |
| Fiyi            | 2018  | 3        | 2     |
| Fiyi            | 2019  | 6        | 7     |
| Fiyi            | 2020  | 0        | 0     |
| Fiyi            | 2021  | 0        | 0     |
| Fiyi            | 2022  | 7        | 3     |
| Fiyi            | 2023  | 2        | 3     |
| Fiyi            | 2024  | 9        | 7     |
| Total           | Total | 56       | 42    |

Partidos y resultados en donde Roy Krishna anotó.
| N.º | Fecha                    | Estadio                                                  | Rival                    | Marcador | Resultado | Competición                                                 |
| --- | ------------------------ | -------------------------------------------------------- | ------------------------ | -------- | --------- | ----------------------------------------------------------- |
| 1.  | 25 de agosto de 2007     | Estadio Nacional de Fútbol de Samoa, Apia, Samoa         | Tuvalu                   | 1–0      | 16–0      | Juegos del Pacífico Sur 2007                                |
| 2.  | 25 de agosto de 2007     | Estadio Nacional de Fútbol de Samoa, Apia, Samoa         | Tuvalu                   | 3–0      | 16–0      | Juegos del Pacífico Sur 2007                                |
| 3.  | 25 de agosto de 2007     | Estadio Nacional de Fútbol de Samoa, Apia, Samoa         | Tuvalu                   | 5–0      | 16–0      | Juegos del Pacífico Sur 2007                                |
| 4.  | 5 de septiembre de 2007  | Estadio Nacional de Fútbol de Samoa, Apia, Samoa         | Vanuatu                  | 3–0      | 3–0       | Juegos del Pacífico Sur 2007                                |
| 5.  | 19 de noviembre de 2008  | Churchill Park, Lautoka, Fiyi                            | Nueva Zelanda            | 1–0      | 2–0       | Copa de las Naciones de la OFC 2008                         |
| 6.  | 19 de noviembre de 2008  | Churchill Park, Lautoka, Fiyi                            | Nueva Zelanda            | 2–0      | 2–0       | Copa de las Naciones de la OFC 2008                         |
| 7.  | 17 de agosto de 2011     | Thomson Park, Tavua, Fiyi                                | Samoa                    | 1–0      | 3–0       | Amistoso                                                    |
| 8.  | 18 de agosto de 2011     | National Stadium, Suva, Fiyi                             | Samoa                    | 1–0      | 5–1       | Amistoso                                                    |
| 9.  | 18 de agosto de 2011     | National Stadium, Suva, Fiyi                             | Samoa                    | 2–0      | 5–1       | Amistoso                                                    |
| 10. | 18 de agosto de 2011     | National Stadium, Suva, Fiyi                             | Samoa                    | 3–0      | 5–1       | Amistoso                                                    |
| 11. | 30 de agosto de 2011     | Stade Boewa, Boulari Bay, Nueva Caledonia                | Kiribati                 | 1–0      | 9–0       | Juegos del Pacífico 2011                                    |
| 12. | 30 de agosto de 2011     | Stade Boewa, Boulari Bay, Nueva Caledonia                | Kiribati                 | 4–0      | 9–0       | Juegos del Pacífico 2011                                    |
| 13. | 30 de agosto de 2011     | Stade Boewa, Boulari Bay, Nueva Caledonia                | Kiribati                 | 7–0      | 9–0       | Juegos del Pacífico 2011                                    |
| 14. | 3 de septiembre de 2011  | Stade Boewa, Boulari Bay, Nueva Caledonia                | Islas Cook               | 1–0      | 4–1       | Juegos del Pacífico 2011                                    |
| 15. | 10 de noviembre de 2015  | Port Vila Municipal Stadium, Port Vila, Vanuatu          | Vanuatu                  | 1–2      | 1–2       | Amistoso                                                    |
| 16. | 28 de mayo de 2016       | Sir John Guise Stadium, Port Moresby, Papúa Nueva Guinea | Nueva Zelanda            | 1–2      | 1–3       | Copa de las Naciones de la OFC 2016                         |
| 17. | 31 de mayo de 2016       | Sir John Guise Stadium, Port Moresby, Papúa Nueva Guinea | Islas Salomón            | 1–0      | 1–0       | Copa de las Naciones de la OFC 2016                         |
| 18. | 4 de junio de 2016       | Sir John Guise Stadium, Port Moresby, Papúa Nueva Guinea | Vanuatu                  | 2–2      | 2–3       | Copa de las Naciones de la OFC 2016                         |
| 19. | 26 de junio de 2016      | Prince Charles Park, Nadi, Fiyi                          | Malasia                  | 1–1      | 1–1       | Amistoso                                                    |
| 20. | 7 de junio de 2017       | Churchill Park, Lautoka, Fiyi                            | Nueva Caledonia          | 2–2      | 2–2       | Clasificación para la Copa Mundial de Fútbol de 2018        |
| 21. | 22 de marzo de 2018      | Rizal Memorial Stadium, Manila, Filipinas                | Filipinas                | 2–3      | 2–3       | Amistoso                                                    |
| 22. | 5 de septiembre de 2018  | National Stadium, Suva, Fiyi                             | Islas Salomón            | 1–1      | 1–1       | Amistoso                                                    |
| 23. | 24 de marzo de 2019      | Churchill Park, Lautoka, Fiyi                            | Mauricio                 | 1–0      | 1–0       | Amistoso                                                    |
| 24. | 8 de julio de 2019       | Estadio Nacional de Fútbol de Samoa, Apia, Samoa         | Tahití                   | 2–0      | 2–1       | Juegos del Pacífico 2019                                    |
| 25. | 15 de julio de 2019      | Estadio Nacional de Fútbol de Samoa, Apia, Samoa         | Tuvalu                   | 9–1      | 10–1      | Juegos del Pacífico 2019                                    |
| 26. | 15 de julio de 2019      | Estadio Nacional de Fútbol de Samoa, Apia, Samoa         | Tuvalu                   | 10–1     | 10–1      | Juegos del Pacífico 2019                                    |
| 27. | 18 de julio de2019       | Estadio Nacional de Fútbol de Samoa, Apia, Samoa         | Islas Salomón            | 3–0      | 4–4       | Juegos del Pacífico 2019                                    |
| 28. | 18 de julio de2019       | Estadio Nacional de Fútbol de Samoa, Apia, Samoa         | Islas Salomón            | 4–2      | 4–4       | Juegos del Pacífico 2019                                    |
| 29. | 20 de julio de 2019      | Estadio Nacional de Fútbol de Samoa, Apia, Samoa         | Papúa Nueva Guinea       | 1–1      | 1–1       | Juegos del Pacífico 2019                                    |
| 30. | 28 de marzo de 2022      | Hamad bin Khalifa Stadium, Doha, Catar                   | Vanuatu                  | 1–1      | 2–1       | Amistoso                                                    |
| 31. | 28 de marzo de 2022      | Hamad bin Khalifa Stadium, Doha, Catar                   | Vanuatu                  | 2–1      | 2–1       | Amistoso                                                    |
| 32. | 24 de septiembre de 2022 | Luganville Soccer Stadium, Luganville, Vanuatu           | Islas Salomón            | 1–2      | 2–2       | MSG Prime Minister's Cup 2022                               |
| 33. | 18 de noviembre de 2023  | SIFF Academy Field, Honiara, Islas Salomón               | Islas Marianas del Norte | 2–0      | 10–0      | Juegos del Pacífico 2023                                    |
| 34. | 18 de noviembre de 2023  | SIFF Academy Field, Honiara, Islas Salomón               | Islas Marianas del Norte | 3–0      | 10–0      | Juegos del Pacífico 2023                                    |
| 35. | 18 de noviembre de 2023  | SIFF Academy Field, Honiara, Islas Salomón               | Islas Marianas del Norte | 5–0      | 10–0      | Juegos del Pacífico 2023                                    |
| 36. | 21 de marzo de 2024      | Lawson Tama Stadium, Honiara, Islas Salomón              | Islas Salomón            | 2–0      | 2–0       | Amistoso                                                    |
| 37. | 16 de junio de 2024      | National Stadium, Suva, Fiyi                             | Papúa Nueva Guinea       | 5–1      | 5–1       | Copa de las Naciones de la OFC 2024                         |
| 38. | 19 de junio de 2024      | National Stadium, Suva, Fiyi                             | Samoa                    | 3–0      | 9–1       | Copa de las Naciones de la OFC 2024                         |
| 39. | 19 de junio de 2024      | National Stadium, Suva, Fiyi                             | Samoa                    | 4–1      | 9–1       | Copa de las Naciones de la OFC 2024                         |
| 40. | 22 de junio de 2024      | National Stadium, Suva, Fiyi                             | Tahití                   | 1–0      | 1–0       | Copa de las Naciones de la OFC 2024                         |
| 41. | 26 de junio de 2024      | Port Vila Municipal Stadium, Port Vila, Vanuatu          | Tahití                   | 1–0      | 1–2       | Copa de las Naciones de la OFC 2024                         |
| 42. | 10 de octubre de 2024    | National Stadium, Suva, Fiyi                             | Islas Salomón            | 1–0      | 1–0       | Clasificación de OFC para la Copa Mundial de Fútbol de 2026 |

## Récords
- Máximo goleador de la selección nacional de Fiyi.
- Máximo participante de la selección nacional de Fiyi.
- Es el máximo goleador histórico de Wellington Pheonix con 53 goles.[21]
- Es el segundo extranjero con más goles en la antigua ISPS Handa Men's Premiership y el sexto en toda su historia.[22]
- Es el segundo máximo goleador histórico de Waitakere United.[23]
- Octavo máximo goleador de la historia de la O-League.[24]
- Tercer máximo goleador histórico de la Indian Super League.[25]
- Tercer máximo goleador de la Copa de las Naciones de la OFC.
- Máximo goleador no neozelandés ni australiano en la Copa de las Naciones de la OFC.

## Palmarés
| Título                          | Club             | País          | Año     |
| ------------------------------- | ---------------- | ------------- | ------- |
| Liga Nacional de Fútbol de Fiyi | Labasa FC        | Fiyi          | 2007    |
| ISPS Handa Men's Premiership    | Waitakere United | Nueva Zelanda | 2007/08 |
| O-League                        | Waitakere United | Nueva Zelanda | 2007/08 |
| ISPS Handa Men's Premiership    | Waitakere United | Nueva Zelanda | 2009/10 |
| ISPS Handa Men's Premiership    | Waitakere United | Nueva Zelanda | 2010/11 |
| ISPS Handa Men's Premiership    | Waitakere United | Nueva Zelanda | 2011/12 |
| Charity Cup                     | Waitakere United | Nueva Zelanda | 2012    |
| ISPS Handa Men's Premiership    | Waitakere United | Nueva Zelanda | 2012/13 |
| Charity Cup                     | Auckland City    | Nueva Zelanda | 2013    |
| Indian Super League             | ATK              | India         | 2019-20 |
| Durand Cup                      | Bengaluru FC     | India         | 2022    |

### Distinciones individuales
| Distinción                                                           | Año     |
| -------------------------------------------------------------------- | ------- |
| Máximo Goleador - Campeonato Sub-20 de la OFC                        | 2007    |
| Balón de Bronce - Campeonato Sub-20 de la OFC                        | 2007    |
| Nominado - Futbolista del año en Oceanía                             | 2008    |
| Mejor Jugador de la ISPS Handa Men's Premiership                     | 2008/09 |
| Máximo Goleador de la ISPS Handa Men's Premiership                   | 2012/13 |
| Equipo de la década de la ISPS Handa Men's Premiership               | 2014    |
| Players' Player of the Year de Wellington Pheonix                    | 2016/17 |
| Player of the Year Wellington Pheonix                                | 2017/18 |
| Player of the Year Wellington Pheonix                                | 2018/19 |
| Players' Player of the Year de Wellington Pheonix                    | 2018/19 |
| Bota de Oro de la A-League                                           | 2018/19 |
| Medalla Johnny Warren                                                | 2018/19 |
| Bota de Oro de la Indian Super League                                | 2019/20 |
| Mejor Jugador Extranjero de la Indian Super League                   | 2019/20 |
| Equipo del Año de Oceanía según la IFFHS                             | 2020    |
| Bota de Oro de la Indian Super League                                | 2020/21 |
| Máximo Asistente de la Indian Super League                           | 2020/21 |
| Mejor Jugador de Mohun Bagan                                         | 2020/21 |
| Héroe de la Indian Super League                                      | 2020/21 |
| Incluido en el XI Ideal de la Década de Oceanía por la IFFHS         | 2021    |
| Incluido en el XI Ideal de Todos los Tiempos de Oceanía por la IFFHS | 2021    |
| Incluido en el XI Ideal de Todos los Tiempos de Fiyi por la IFFHS    | 2021    |
| Equipo del Año de Oceanía según la IFFHS                             | 2021    |
| Bota de Oro de la Indian Super League                                | 2023/24 |
| Bota de Oro de la Copa de las Naciones de la OFC                     | 2024    |